# Tenia (arquitectura)
Este artículo es sobre un elemento de arquitectura dórica, para otras acepciones de este término, véase: Tenia (desambiguación).

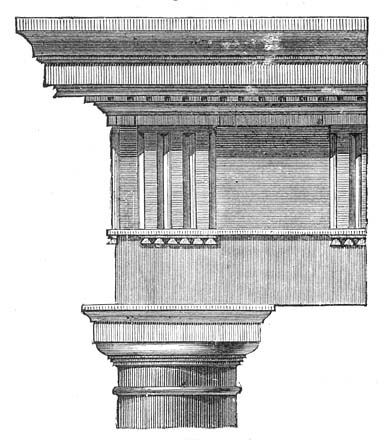
Tenia representada como una sombra bajo el cimacio (al lado de las gotas) en el orden dórico romano del Teatro de Marcelo.

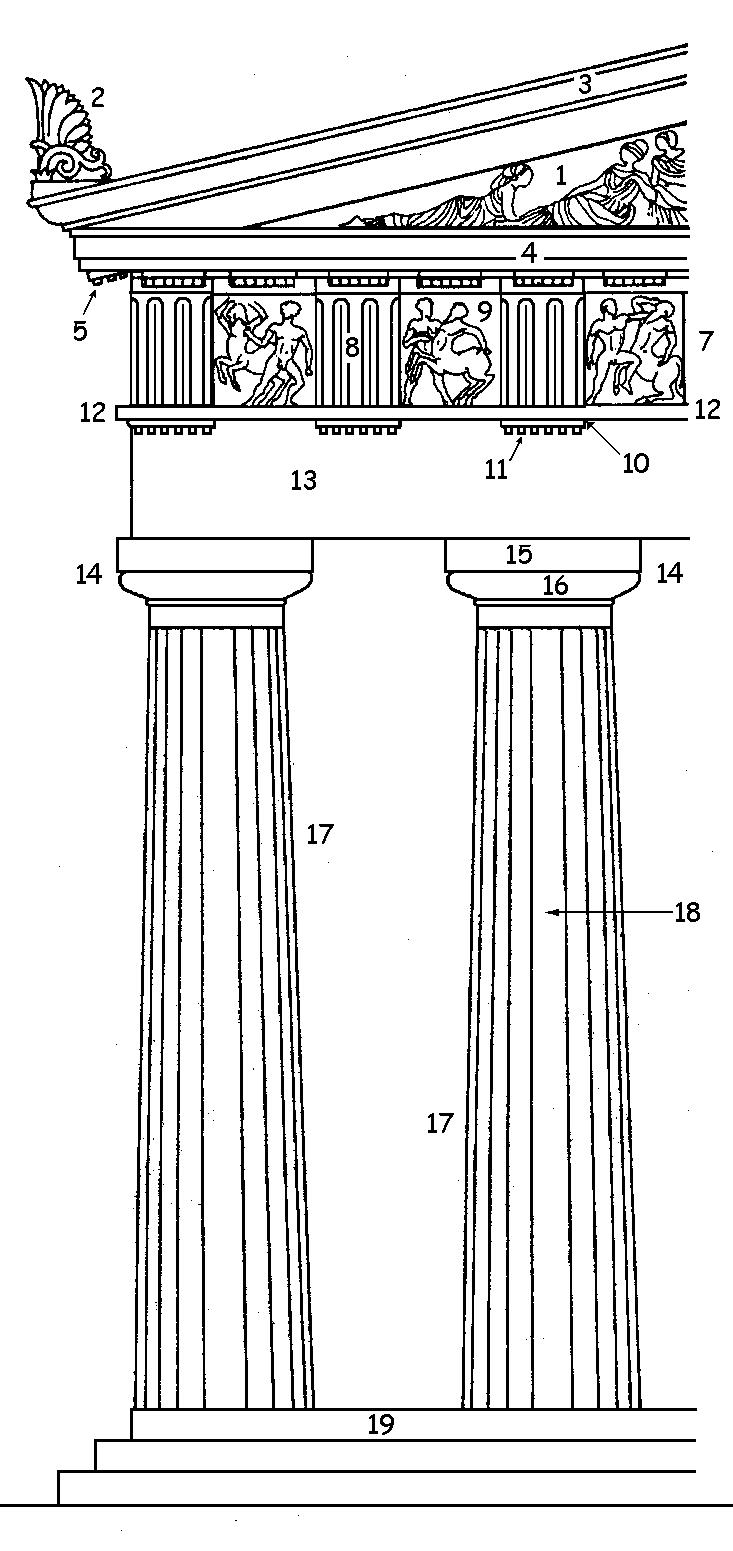
Orden dórico. Tenia en el número 12.

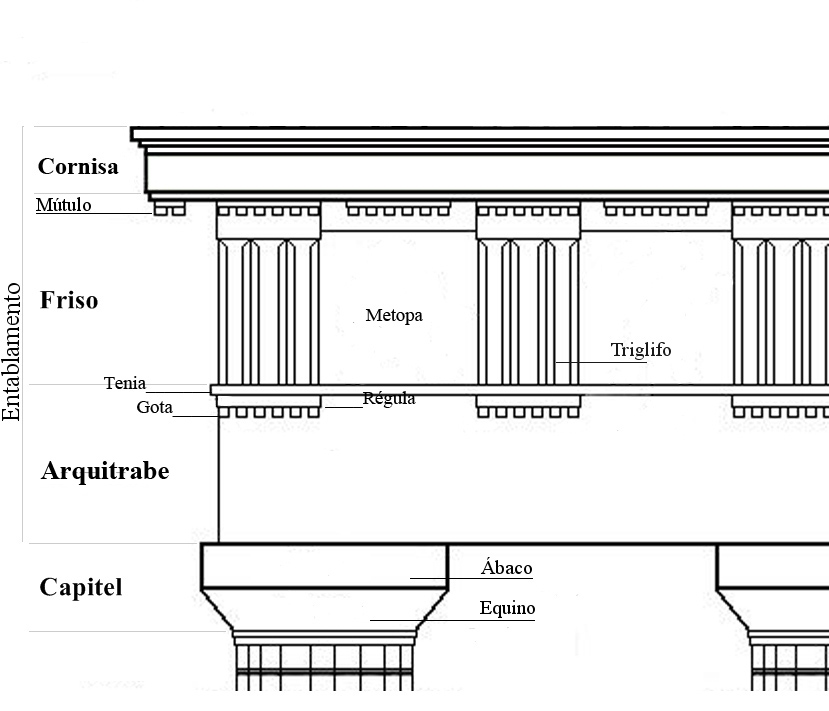
Elementos del orden dórico (la alineación no es perfecta).

Una tenia (del griego antiguo tainia, "banda" o "cinta", y del latín taenia) es un elemento arquitectónico que designa una pequeña moldura de banda estrecha, cerca de la parte superior del arquitrabe en una columna dórica. 
En arquitectura clásica, toda la estructura por encima de las columnas se llama entablamento. Se suele dividir en arquitrabe, directamente encima de las columnas, friso, franja horizontal sin moldura, ornamentada en todo menos en el orden toscano y cornisa, frecuentemente decorada con pequeños bloques en forma de dientes (dentils), el elemento que sobresale y protege en la parte superior.
El arquitrabe, la banda inferior, está dividido, de abajo arriba en la amplia imposta, las gotas o "goteo" (por debajo del triglifo en el friso), y la tenia por debajo del cimacio saliente.